# Csinampa

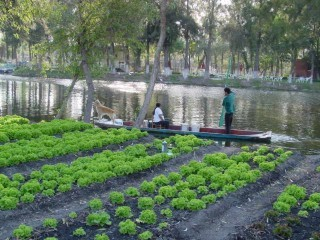
Modern Csinampák

A csinampa (spanyolos írásmóddal: chinampa) egy ősi közép-amerikai módszer szerint épített mezőgazdasági terület, amely rendszerint sekély vizű tavakon mesterségesen létrehozott téglalap alakú szigetet jelent. Az aztékok idejében főleg kukoricát termesztettek ilyen módszerrel.

## Leírása
A gyakran lebegő kerteknek nevezett hagyományos csinampák 30 × 2,5 m átmérőjűek voltak, de hosszabbak is előfordultak. Először akácfacölöpökkel egyfajta kerítést állítottak a sekély vizű tómederben egy kijelölt terület köré, majd sárral és tavi üledékkel feltöltötték a területet, mely eredményeként egy kis sziget emelkedett a tó felszíne fölé. A szigetek sarkaiba gyakran fákat ültettek, hogy azok gyökereikkel megfogják a csinampát. A csinampák között elég széles csatornát hagytak, hogy azokon kenuval lehessen közlekedni. Ezeknek a szigeteknek igen nagy terméshozamuk volt, évente akár háromszor is be lehetett őket vetni.

## Az első csinampa mondája
Amikor az aztékok elhatározták, hogy saját uralkodót választanak maguknak Acamapichtli személyében, az őket uralma alatt tartó tepanék Tezozómoc haragra gerjedt, és elhatározta, kemény adókkal sújtja az aztékokat. Az adók mellett különleges, nehezen teljesíthető kérésekkel is előállt: többek között egy úszó kertet követelt, amelyen virágok burjánzanak. A legenda szerint az aztékok szó szerint teljesítették ezt a kérést, így született meg az első csinampa a világon.